# Нидерциссен
Нидерциссен (нем. Niederzissen) — община в Германии, в земле Рейнланд-Пфальц. 
Входит в состав района Арвайлер. Подчиняется управлению Брольталь.  Население составляет 2662 человека (на 31 декабря 2010 года). Занимает площадь 11,95 км².
Город подразделяется на 2 городских района.